# Zephyranthes pseudocolchicum
Zephyranthes pseudocolchicum är en amaryllisväxtart som beskrevs av Friedrich Fritz Wilhelm Ludwig Kraenzlin. Zephyranthes pseudocolchicum ingår i släktet Zephyranthes och familjen amaryllisväxter. Inga underarter finns listade i Catalogue of Life.